# Asteroid tipa S
 Asteroid tipa S je vrsta asteroidov, ki sestavljajo po številu drugo najbolj močno skupino. Okoli 17 % vseh znanih asteroidov pripada temu tipu. Zanje je značilno, da imajo v svoji sestavi silicij (zato tudi oznaka S). 

## Značilnosti
Asteroidi tipa S so zmerno svetli z albedom od 0,10 do 0,22. Sestavljeni so v glavnem iz železa in magnezijevih silikatov. Prevladujoči so v notranjem asteroidnem pasu na razdalji okoli 2,2 a. e., na razdalji 3 a. e. so pogosti, na večjih razdaljah pa postanejo redki. Največji je 15 Evnomija, ki ima v vzdolžni smeri okoli 330 km. Največji asteroidi tipa S so v času opozicije vidni celo z binokularji (npr. 10 x 50, »povečava« x »premer objektiva«). Najsvetlejši (Iris) ima včasih magnitudo +7,0, kar je več kot pri kateremkoli asteroidu, razen pri nenavadno svetli Vesti.

Njihov spekter je zmerno strm pri valovnih dolžinah pod 0,7 μm. Imajo tudi zmerni do šibki absorbcijski črti pri 1 in 2 μm. Absorbcija pri 1 μm kaže na prisotnost silikatov (kamnin). Pogosto kažejo tudi na široko in plitvo absorbcijo blizu 0,63 μm.

Sestava teh asteroidov je podobna kamnitim meteoritom, ki kažejo podobne spektre.
Primeri asteroidov tipa S :
- 15 Evnomija
- 3 Juno
- 29 Amfitrita
- 532 Herkulina
- 7 Iris
- 243 Ida